# تكلس

التكلس هو ترسب الكالسيوم في الأنسجة العظمية والأسنان فيقوّيهما، كما يترسّب في السّداة اللّـيفية الرّابطة ما بين حافّتي الكسر فيجبّره.
يقلّ الكالسيوم في الدّمّ (عند الحامل لاستهلاكه من لدن جنيـنها أو لدى المسنّ لقصور خلايا بناء عظمه) فتهشّ الأسنان وتضعف وتتسوّس ويترقّق العظم فيسهل كسره وتطول مدّة تجبّره.
على العكس، قد يزيد تركيز الكالسيوم في الدّمّ، فيترسّب في بعض الأنسجة الرّخوة كـالشّرايين ، يساعده على ذلك وجود نسبة عالية من الكوليسترول في الدم فيؤدّيا إلى تصلب الشرايين مما له أضرارا بالغة على صحة الإنسان .فتكلس الشرايين معناه منعا جزئيا لوصول الدم إلى شراريين القلب والكلى والدماغ ومناطق أخرى من الجسم ، فتتسبب في الذبحة الصدرية أو الشلل أو الفشل الكلوي.
قد تؤدي نسبة الكالسيوم المرتفعة في الدم إلى تصلّب المفاصل أو زيادته في أوعية الكلى فتنتج الحصوات التي قد تنحصر في الحالب أو الإحليل فتؤلم كثيرا، وقد تشلّ وظيفة الكلية وتؤدّي إلى قصورها، أو تترسّب في المرارة فتحبس صفراءها عن الجهاز الهضمي فلا يعد صاحبها قادرا على هضم الدّهون ويحوّل (الحصى) وجهة الصّفراء إلى الدّمّ فيصفرّ الجسم.

## نسبة الكالسيوم
لا يوجد خوف على الإنسان العادي من أن تقل نسبة الكالسيوم لديه ، فهو يتعاطاه مع غذائه الطبيعي بكميات كافية. ولكن الخوف يأتي من تعاطي حبوبا للكالسيوم بدون استشارة الطبيب فتزداد نسبته في الدم ، وما يتبع ذلك من مضار على الصحة.
في العادة المرأة الحامل أو التي ترضع طفلا ، تلك هي التي تحتاج إلى حبوبا للكالسيوم مكملة لما تأخذه مع الغذاء وذلك لحاجة الجنين والطفل الرضيع إليه.